# 唐耐勵
唐耐勵（Fin Donnelly，1966年5月27日—），加拿大政治人物，2020年-24年間以卑詩新民主黨黨員身份擔任卑詩省議會高貴林伯克山選區議員，在此之前則曾於2009年-19年間以聯邦新民主黨黨員身份擔任加拿大國會下議院議員，先後代表新西敏—高貴林選區和滿地寶—高貴林選區，並曾於2002年-09年間任職高貴林市議員。

## 背景
唐耐勵於卑詩省新西敏出生，於維多利亞大學主修哲學和副修環境學，1989年從該校取得文學士學位。他曾於1990年至2000年間完成14次馬拉松游泳項目，當中數次目的為提高外界對水土保育的意識，並為協助重塑河流及流域生態的非牟利機構籌款。他曾四次橫渡喬治亞海峽，1994年則橫渡胡安·德·富卡海峽，從華盛頓州安吉利斯港起游至卑詩省維多利亞。他於1995年和2000年兩度游畢全長1325公里的菲沙河，從其源頭羅布森山省立公園游至溫哥華市的福溪。他於1996年創立卑詩流域協會，並曾出任其行政總監。
他於2002年市選競逐高貴林市議會議員職務並告當選，再於2005年和2008年兩次市選中憑最高票數連任市議員。

## 國會議員

### 第40屆國會
聯邦新民主黨黨員白瞳恩於2009年4月辭任國會下議院新西敏—高貴林選區議員以參與卑詩省議會選舉，觸發議席補選。唐耐勵於同年6月贏取新民主黨候選人資格，再於同年11月補選中以接近50%得票當選新西敏—高貴林選區國會議員，首度晉身下議院。
他在第40屆國會的第三次會期中出任新民主黨的漁業評議員。他在該次會期於下議院引入六項私人草案，但無一獲得表決。C-520號議案建議將誘拐兒童列為在加拿大境外干犯但仍可在加拿大檢控的罪行之一，而C-521號議案則建議將誘拐兒童罪擴闊至包含電腦以外的通訊方式。他於2010年3月引入C-502號議案，建議禁止運油輪在迪克森海峽、赫卡特海峽及夏洛特王后灣行駛，同年5月則引入C-518號議案，建議修改《漁場法案》以限制商業魚類養殖只可在密封設施中進行。他所提倡的C-526號議案則建議將因病患、受傷或檢疫隔離而申領的就業保險金覆蓋期限從15周延長至52周。

### 第41屆國會

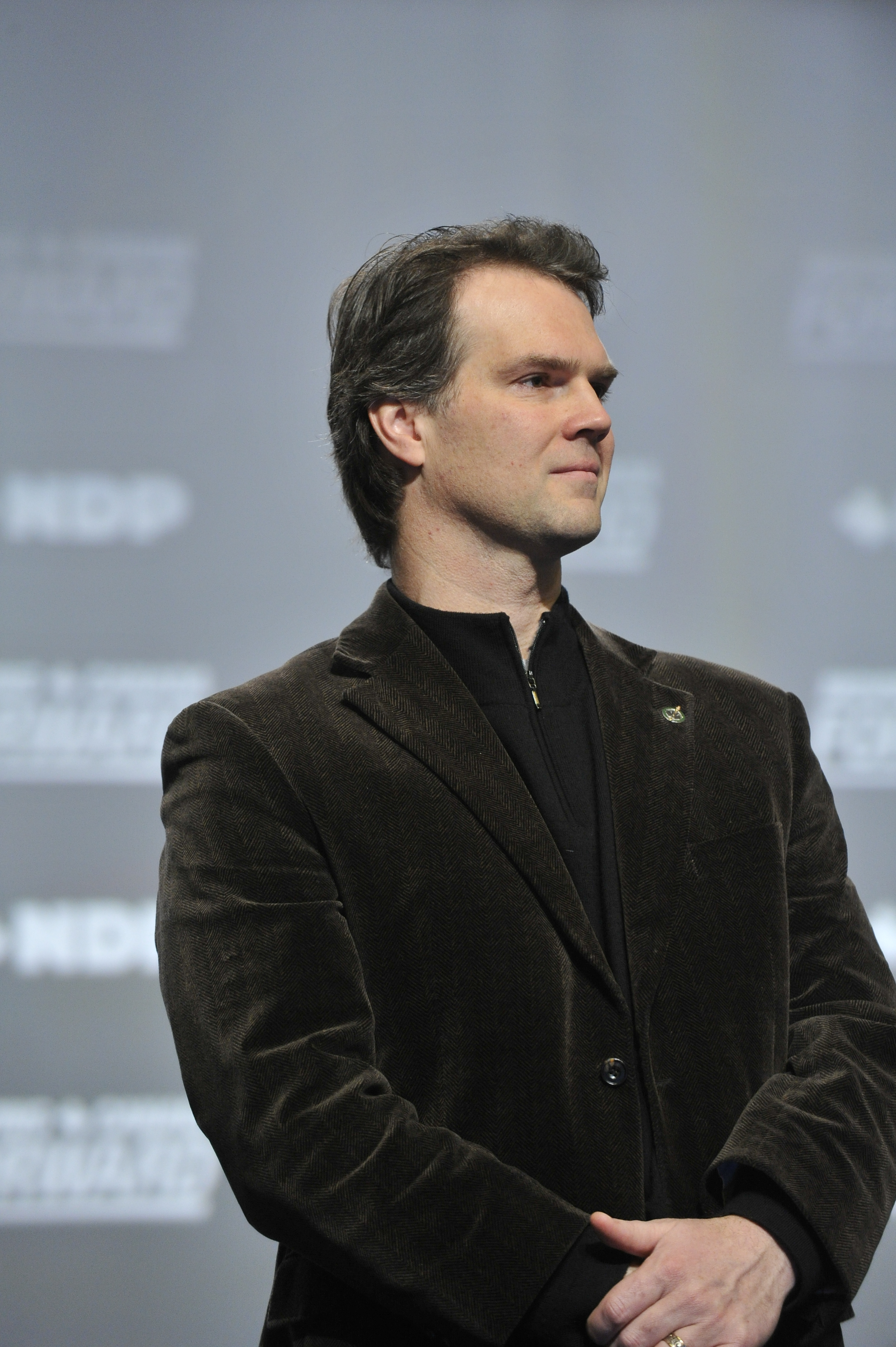
2011年的唐耐勵

唐耐勵於2011年聯邦大選中贏取46%得票而連任國會議員，並於官方反對黨新民主黨的影子內閣中留任漁業及海洋評議員。他於同年在下議院重新引入在上屆國會提出的六項私人草案，仍無一獲得表決，然而兩項有關誘拐兒童罪的建議則獲執政黨採納並包括在《安全街道及社區法案》中。他於同年12月則提出C-380號議案禁止入口魚翅，但於2013年3月二讀時則在執政保守黨反對下被否決。
新民主黨黨魁林頓去世後觸發黨魁選舉，期間唐耐勵支持柯立倫。唐民凱當選黨魁後，委派唐耐勵出任新民主黨的西部經濟多樣化評議員和漁業及海洋助理評議員，2013年8月則改任漁業及海洋、和基建及社區助理評議員。

### 第42屆國會
2015年聯邦大選前國會選區進行重組，唐耐勵改到重新成立的滿地寶—高貴林選區競選，並以36%得票率連任國會議員。他在第42屆國會中獲黨魁唐民凱委派為新民主黨的漁業、海洋及加拿大海岸警衛隊評議員。
他於該屆國會引入C-228號議案，再度提倡修改《漁場法案》以限制商業魚類養殖只可在密封設施中進行。議案於2016年12月表決，在多數自由黨和保守黨議員反對下被否決。他亦於2016年3月引入C-251號議案，再度建議禁止入口魚翅。議案只獲得首讀，但於2017年4月獲上議員米高·L·麥當勞引薦至上議院。
唐耐勵於2018年12月宣布不會在翌年聯邦大選中競逐連任國會議員。

## 省議員
2020年9月2日，唐耐勵宣布尋求卑詩新民主黨高貴林伯克山選區候選人提名，同月14日在無競爭對手下自動獲取該黨候選人資格。2020年10月24日省選當晚，他擊敗競逐連任的卑詩自由黨候選人艾詩珍當選該區省議員，同年11月26日獲省長賀謹任命為漁業及水產養殖議會秘書。尹大衛於2022年接替賀謹出任省長後，原本未有委派唐耐勵出任任何職務，待2023年1月20日則任命唐耐勵為流域重塑議會秘書。
他於2024年5月宣布不會在同年省選中競逐連任，同年10月省議員任期屆滿時卸任。

## 外部連結
- （英文）卑詩省議會網站 唐耐勵議員簡介 （页面存档备份，存于）